# Coupe anglo-italienne

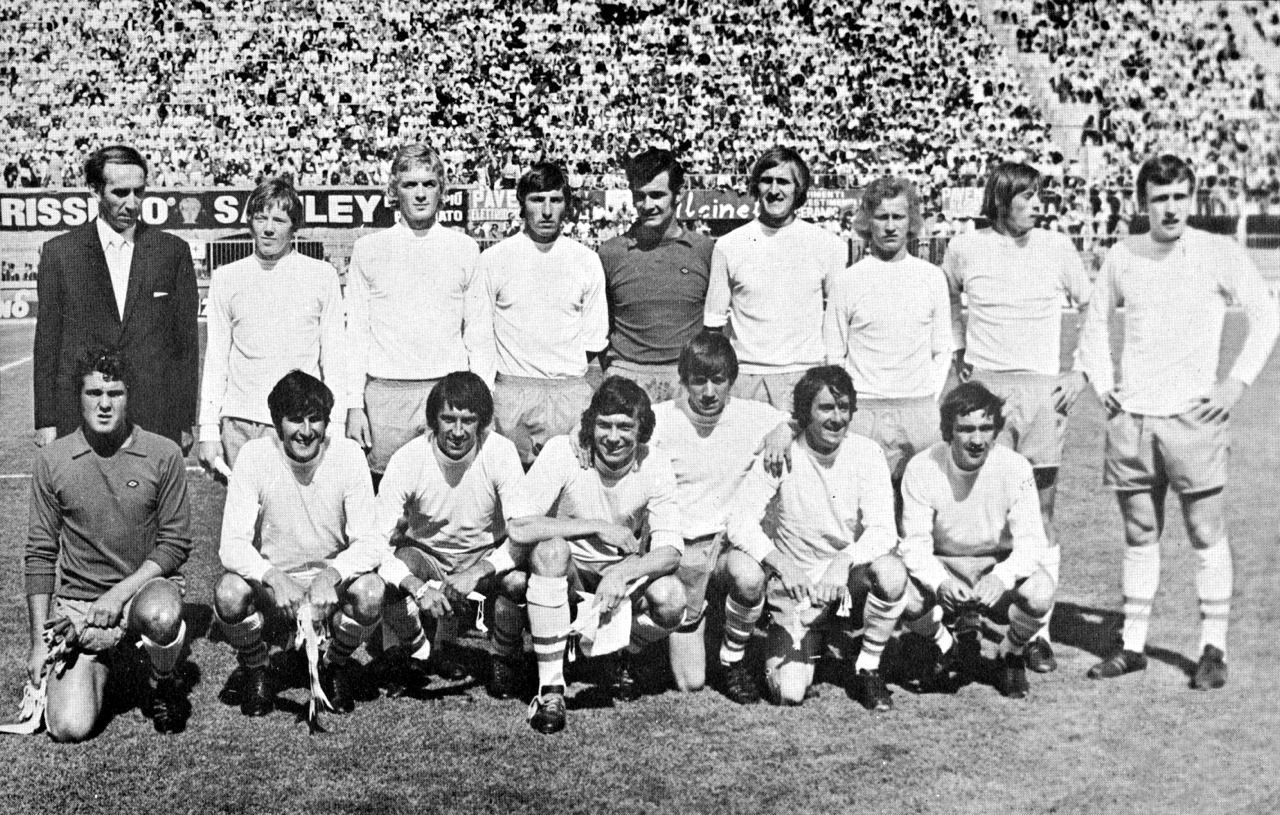
Match entre Blackpool et Bologne en finale de la coupe anglo-italienne 1971.

La Coupe anglo-italienne est une compétition internationale de football créée en 1970 réunissant différents clubs professionnels du championnat d'Angleterre et du championnat d'Italie. La coupe anglo-italienne devient semi-professionnelle en 1970 avant de revenir au professionnalisme en 1992 mais avec des équipes de seconde division. La coupe est définitivement abandonnée en 1996.

## Palmarès
| Année                                      | Vainqueur        | Finaliste     |
| ------------------------------------------ | ---------------- | ------------- |
| Tournoi anglo-italien                      |                  |               |
| 1970                                       | Swindon Town     | SSC Naples    |
| 1971                                       | Blackpool        | Bologne       |
| 1972                                       | AS Rome          | Blackpool     |
| 1973                                       | Newcastle United | Fiorentina    |
| Coupe anglo-italienne semi-professionnelle |                  |               |
| 1976                                       | AC Monza         | Wimbledon     |
| 1977                                       | Lecco            | Bath City     |
| Alitalia Challenge Cup                     |                  |               |
| 1978                                       | Udinese          | Bath City     |
| 1979                                       | Sutton United    | Chieti        |
| 1980                                       | Triestina        | Sutton United |
| Talbot Challenge Cup                       |                  |               |
| 1981                                       | Modène           | Poole Town    |
| Memorial Gigi Peronace                     |                  |               |
| 1982                                       | Modène           | Sutton United |
| 1983                                       | Cosenza          | Padova        |
| 1984                                       | Francavilla      | Teramo        |
| 1985                                       | Pontedera        | Livourne      |
| 1986                                       | Plaisance Calcio | Pontedera     |
| Coupe anglo-italienne                      |                  |               |
| 1992-1993                                  | Cremonese        | Derby County  |
| 1993-1994                                  | Brescia          | Notts County  |
| 1994-1995                                  | Notts County     | Ascoli        |
| 1995-1996                                  | Genoa            | Port Vale     |

## Source
- RSSSF